# Genoa (Wisconsin)
Genoa ist eine Gemeinde (mit dem Status „Village“) im Vernon County im US-amerikanischen Bundesstaat Wisconsin. Im Jahr 2010 hatte Genoa 253 Einwohner.

## Geografie
Genoa liegt im Südwesten Wisconsins am Mississippi, der hier die Grenze zu Minnesota bildet. Der Schnittpunkt der drei Bundesstaaten Minnesota, Iowa und Wisconsin liegt 8,9 km stromabwärts.
Genoa liegt in der Driftless Area genannten eiszeitlich geformten Region, die sich über das südöstliche Minnesota, das südwestliche Wisconsin, das nordöstliche Iowa und das äußerste nordwestliche Illinois erstreckt. Bei der letzten Eiszeit, der so genannten Wisconsin Glaciation, blieb die Region eisfrei, sodass sich die Flusstäler auch während dieser Zeit tiefer in das Plateau einschneiden konnten.
Die geografischen Koordinaten von Genoa sind 43°34′36″ nördlicher Breite und 91°13′27″ westlicher Länge. Das Gemeindegebiet erstreckt sich über eine Fläche von 0,8 km². Der Ort wird auf der Landseite vollständig von der Town of Genoa umschlossen, ohne dieser anzugehören.
Nachbarorte von Genoa sind Stoddard (10,8 km stromaufwärts in nördlicher Richtung), La Crosse (28,4 km in der gleichen Richtung), Chaseburg (18,7 km nordöstlich), De Soto (18 km stromabwärts in südlicher Richtung) und Lansing in Iowa (in der gleichen Richtung nach Überquerung des Mississippi).
Die nächstgelegenen Großstädte sind Green Bay am Michigansee (348 km ostnordöstlich), Wisconsins größte Stadt Milwaukee (312 km ostsüdöstlich), Wisconsins Hauptstadt Madison (182 km südöstlich), Rockford in Illinois (305 km in der gleichen Richtung), die Quad Cities in Illinois und Iowa (291 km südlich), Cedar Rapids in Iowa (226 km südsüdwestlich), Rochester in Minnesota (144 km westnordwestlich) und die Twin Cities in Minnesota (266 km nordwestlich).

## Verkehr

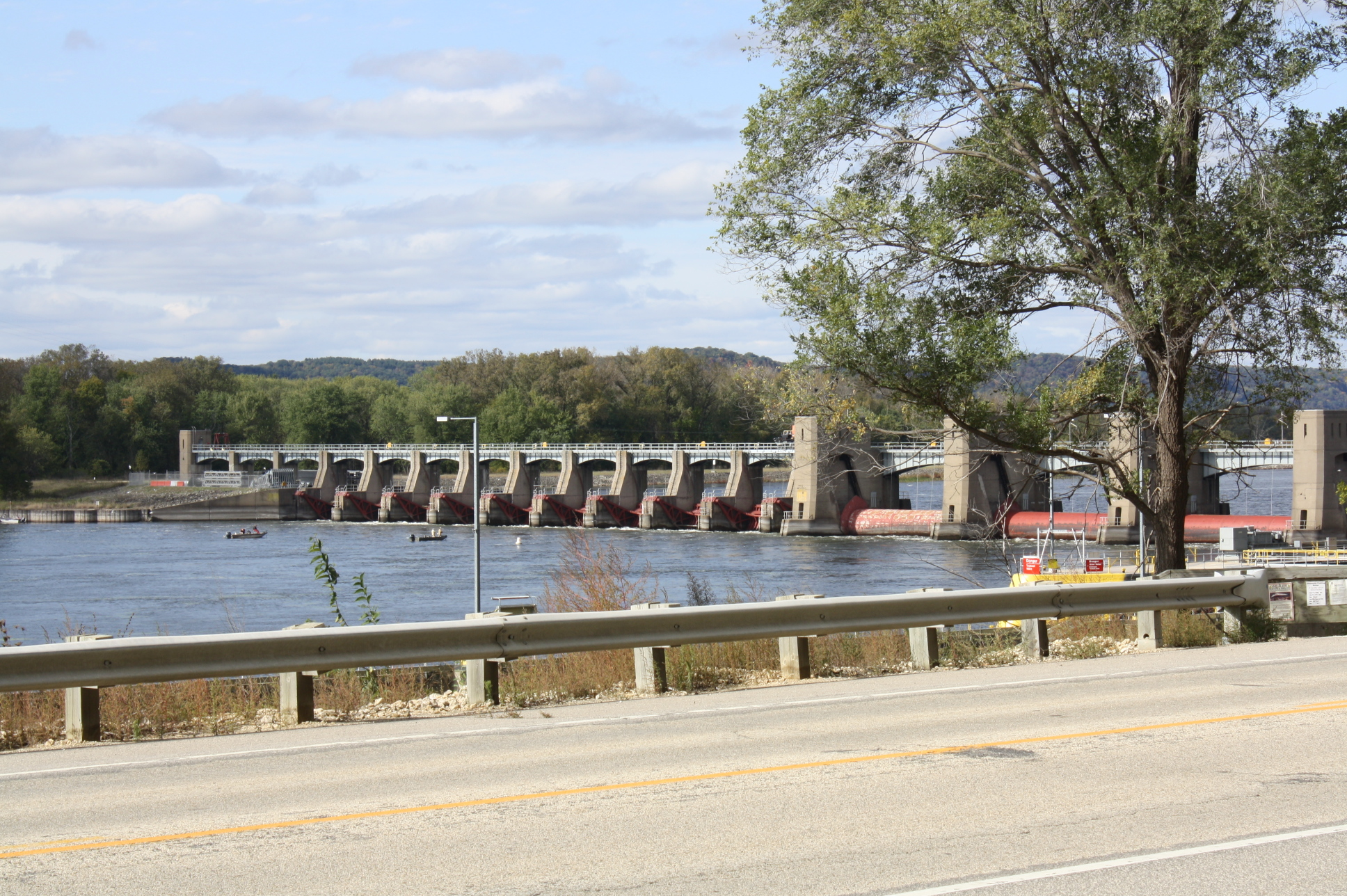
Schleuse und Stauwerk am Mississippi

In Genoa befindet sich mit Lock and Dam No. 8 eines von 29 Stauwerken, die den oberen Mississippi zu einer der wichtigsten Binnenwasserstraßen des Landes machen.
Der entlang des Mississippi verlaufende Wisconsin State Highway 35 bildet hier den Wisconsin-Abschnitt der Great River Road. Der aus östlicher Richtung kommende Wisconsin State Highway 56 erreicht mit der Einmündung in den WIS 35 in Genoa seinen westlichen Endpunkt. Alle weiteren Straßen sind untergeordnete Landstraßen, teils unbefestigte Fahrwege sowie innerörtliche Verbindungsstraßen.
Entlang des Mississippi verläuft für den Frachtverkehr eine Eisenbahnlinie der BNSF Railway, der zweitgrößten Eisenbahngesellschaft des Landes.
Die nächsten Flughäfen sind der La Crosse Regional Airport (38,7 km nördlich), der Rochester International Airport in Rochester, Minnesota (146 km westnordwestlich) und der Dane County Regional Airport in Madison (191 km ostsüdöstlich).

## Wirtschaft

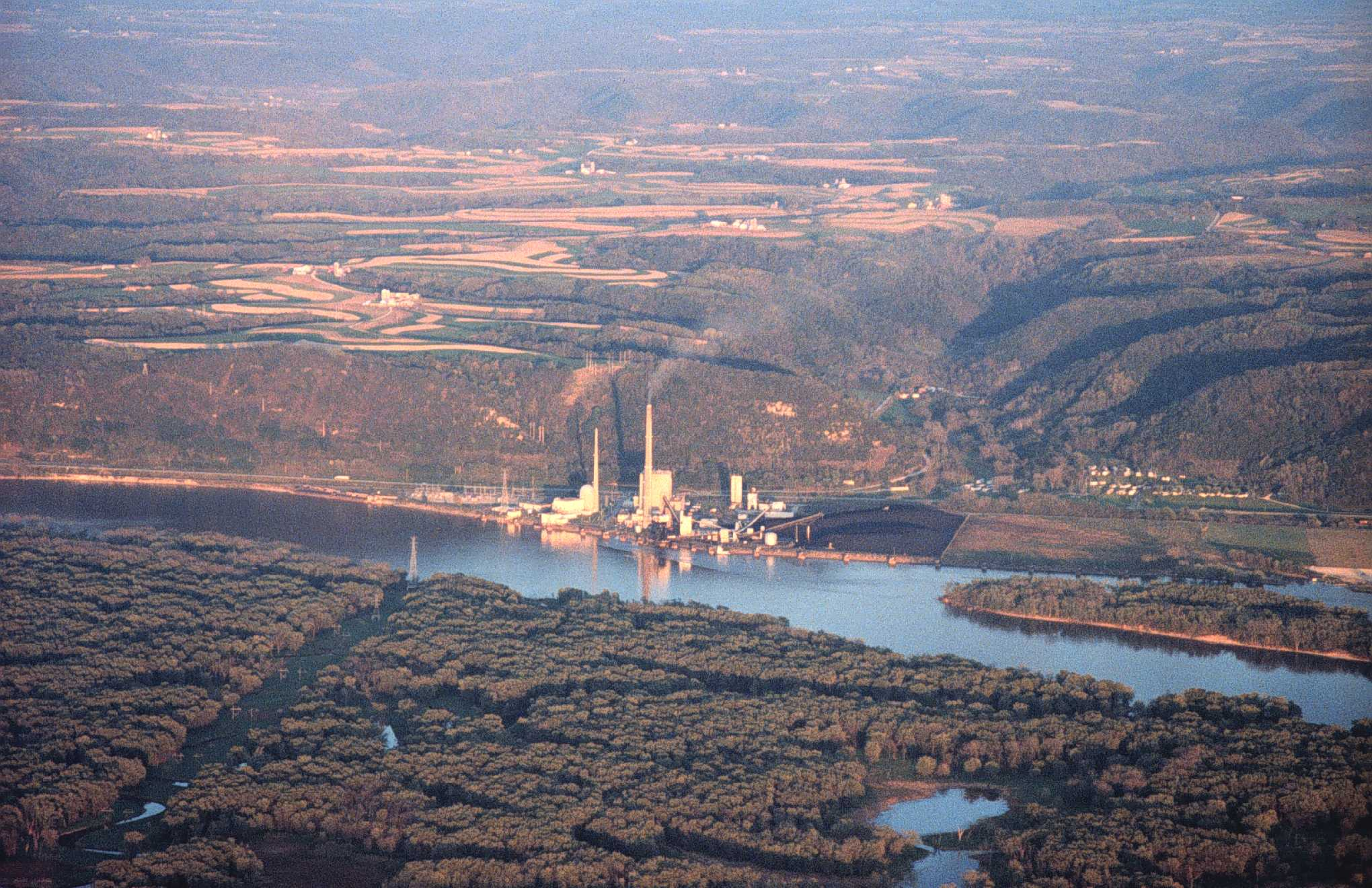
Früheres Kernkraftwerk, rechts daneben das Kohlekraftwerk

Am südlichen Ortsrand von Genoa liegt das 1987 stillgelegte  Kernkraftwerk La Crosse. Der von 1963 bis 1968 errichtete Siedewasserreaktor wird derzeit demontiert.
Daneben befindet sich ein von der Dairyland Power Cooperative betriebenes Kohlekraftwerk mit 379 Megawatt installierter Leistung.

## Bevölkerung
Nach der Volkszählung im Jahr 2010 lebten in Genoa 253 Menschen in 110 Haushalten. Die Bevölkerungsdichte betrug 316,3 Einwohner pro Quadratkilometer. In den 110 Haushalten lebten statistisch je 2,3 Personen.
Ethnisch betrachtet setzte sich die Bevölkerung zusammen aus 97,2 Prozent Weißen, 1,6 Prozent amerikanischen Ureinwohnern sowie 0,4 Prozent (eine Person) Asiaten; 0,8 Prozent stammten von zwei oder mehr Ethnien ab.
23,3 Prozent der Bevölkerung waren unter 18 Jahre alt, 54,2 Prozent waren zwischen 18 und 64 und 22,5 Prozent waren 65 Jahre oder älter. 48,2 Prozent der Bevölkerung war weiblich.
Das mittlere jährliche Einkommen eines Haushalts lag bei 50.909 USD. Das Pro-Kopf-Einkommen betrug 23.427 USD. 6,4 Prozent der Einwohner lebten unterhalb der Armutsgrenze.

## Söhne und Töchter der Stadt
- Rollo Laylan, Jazzmusiker